# Бракевци
Бракевци (на сръбски: Браћевац или Braćevac) е село в община Неготин, Сърбия. Населението му е 533 души (2002), от които 515 сърби.

## История
От 1878 до 1919 година селото е в територията на България, въпреки че повечето му жители са сърби, преселили се от Косово. При избухването на Балканската война в 1912 година един човек от Бракевци е доброволец в Македоно-одринското опълчение.

## Личности
Родени в Бракевци
- Живан М. Диков (1881 – ?), македоно-одрински опълченец, 4 рота на 5 одринска дружина, носител на орден „За храброст“ IV степен[3]